# Esqui aquático nos Jogos Pan-Americanos de 2011 - Geral feminino
A competição do geral feminino foi um dos eventos do esqui aquático nos Jogos Pan-Americanos de 2011, em Guadalajara. Foi disputada na Pista de Esqui Aquático de Boca Laguna no dia 23 de outubro.

## Calendário
Horário local (UTC-6).
| Data          | Horário | Fase   |
| ------------- | ------- | ------ |
| 23 de outubro | 11:20   | Finais |

## Medalhistas
| Ouro   | USA Regina Jaquess     |
| Prata  | CAN Whitney McClintock |
| Bronze | CAN Karen Stevens      |

## Resultados
| Pos.              | Nome                   | Pontuação |
| ----------------- | ---------------------- | --------- |
| Medalha de ouro   | USA Regina Jaquess     | 2870.7    |
| Medalha de prata  | CAN Whitney McClintock | 2800.8    |
| Medalha de bronze | CAN Karen Stevens      | 2591.1    |
| 4                 | MEX Sandra Chapoy      | 2254.1    |
| 5                 | COL María Linares      | 2147.6    |
| 6                 | CHI Tiare Miranda      | 2053.2    |
|                   | PER María Cuglievan    | DNS       |

Legenda
| Recorde mundial      | Recorde mundial (World record)               |                       | Recorde africano                      | Recorde africano (African) |                                           | Q | Classificado por posição (Qualified) |
| Recorde olímpico     | Recorde olímpico (Olympic record)            | Recorde da América    | Recorde da América (Americas)         | q                          | Classificado por melhor tempo (Qualified) |   |                                      |
| Melhor marca do ano  | Melhor marca do ano (World leading)          | Recorde asiático      | Recorde asiático (Asian)              | DNS                        | Não largou (Did not start)                |   |                                      |
| Recorde nacional     | Recorde nacional (National record)           | Recorde europeu       | Recorde europeu (European)            | DNF                        | Não terminou (Did not finish)             |   |                                      |
| Recorde pessoal      | Recorde pessoal do atleta (Personal best)    | Recorde da Oceania    | Recorde da Oceania (Oceania)          | DSQ / DQ                   | Desclassificado (Disqualified)            |   |                                      |
| Recorde da temporada | Recorde da temporada do atleta (Season best) | Recorde sul-americano | Recorde sul-americano (South America) | NM                         | Sem marca (No mark)                       |   |                                      |